# Basara
Basara (jap. バサラ Basara) ist ein Manga von Yumi Tamura, der auch als Animeserie umgesetzt wurde. Er ist dem Shōjo-Genre zuzuordnen, enthält mit großen Abenteuer- und Kampfelementen aber auch klassische Shōnen-Merkmale.

## Handlung
Basara spielt in einer fernen Zukunft, in der Japan von einer 300-jährigen Dynastie von Königen regiert wird, mit Kyōto als Hauptstadt. Die einzige Ausnahme bildet die immer noch demokratische Insel Okinawa. Der König Ukon teilte sein Reich in vier Gebiete auf, welche er seinen vier Kindern überließ. Im reichen Norden herrscht der Schwarze König. Die Bewohner dieses Gebietes leisten ihm immer noch erbitterten Widerstand. Im Osten setzte er den Blauen König ein. Das Gebiet um Kyōto übergab er seiner ältesten Tochter, der Weißen Königin, und das mittlerweile zu einer Wüste gewordene südwestliche Gebiet untersteht seinem jüngsten Sohn, dem Roten König.
Die Menschen sind arm und die Zeiten unruhig, als im Dorf Byakko Zwillinge geboren werden. Der Prophet Nagi verkündet, dass eines der beiden Kinder eine neue Ära einläuten wird, da es sich als Erwachsener gegen die tyrannische Königsfamilie erheben und sie stürzen wird. Alle nehmen an, dass es sich hierbei um den Sohn Tatara handelt und so wird er von klein an auf seine schwierige Aufgabe vorbereitet, während seine Zwillingsschwester Sarasa in seinem Schatten aufwächst. An ihrem 15. Geburtstag jedoch überfällt der Rote König das Dorf, zerstört es und tötet Tatara. Damit die Hoffnung auf bessere Zeiten nicht stirbt, schlüpft Sarasa in die Rolle ihres Bruders, schwört dem Roten König Rache und entfacht eine Rebellion gegen ihn, die sich über ganz Japan ausdehnt.
Tataras Schwert Byakku ist wie die drei Schwerter Seiryu, Genbu und Suzaku das Werk eines berühmten königlichen Waffenschmiedes, der sich mit anderen gegen den damaligen König erhob. Die Rebellion wurde zerschlagen, doch der Wille zur Unabhängigkeit verweilte in den Schwertern und so besteht Sarasas Hauptaufgabe darin, die vier Schwerter zu vereinen und mit ihnen auch die Menschen, welche wie sie die Königsfamilie bekämpfen wollen.
Zwischen Sarasa und Shuri, dem Roten König, bahnt sich von Anfang an eine sensible und zugleich komische Beziehung an. Keiner der beiden kennt die Identität des anderen – Shuri als roter König, der Sarasas Bruder töten ließ, und Sarasa als Tatara, die die Monarchie stürzen will – und so verlieben sich die zwei, bekämpfen sich aber gleichzeitig.

## Veröffentlichungen

### Manga
Die Manga-Serie wurde im Bessatsu-Shōjo-Comic-Magazin des japanischen Shogakukan-Verlags veröffentlicht. Die ersten 25 Bände befassen sich mit der Geschichte an sich, während zwei weitere Bände unter dem Titel Basara no Gaiden kleinere Erzählungen zu den Hauptfiguren enthalten.
Die Serie wurde vollständig in die chinesische, thailändische, englische und deutsche Sprache übersetzt. Die deutsche Ausgabe erschien ab 2003 bei Egmont Manga und Anime. Nach dem 18. Band wurde Basara vom deutschen Verlag wegen zu niedriger Verkaufszahlen ausgesetzt. Im April 2008 wurde die Veröffentlichung fortgesetzt und im Januar 2012 mit dem letzten Band abgeschlossen.

### Anime
Der Manga diente als Vorlage für die Anime-Fernsehserie Legend of Basara mit 13 Folgen. Ein Kurzfilm kam bereits 1993 heraus, nachdem die Vorlage den Shōgakukan-Manga-Preis erhalten hat. Die 1998 entstandene Animeserie deckt nur die Geschichte der ersten fünf Bände ab, orientiert sich aber stark an der Vorlage. Regie führte Noburu Takamoto, die Produktion fand beim Studio KSS statt. Das Charakterdesign entwarf Keizo Shimizu und die künstlerische Leitung übernahm Shichiro Kobayashi.
Die Erstausstrahlung erfolgte vom 2. April 1998 bis zum 8. Juni 1998 bei Chiba TV in Japan. Die Serie wurde auch ins Russische und Koreanische übersetzt. Eine deutsche Fassung erschien 2003 bei OVA Films.

#### Synchronisation
| Rolle  | japanische Sprecher (Seiyū) |
| ------ | --------------------------- |
| Sarasa | Akiko Kimura                |
| Shido  | Jūrōta Kosugi               |
| Ageha  | Kaneto Shiozawa             |
| Shuri  | Kazuhiko Inoue              |
| Asagi  | Nozomu Sasaki               |

#### Musik
Die Musik der Serie wurde komponiert von Fumitaka Anzai und Toshiyuki Omori. Der Vorspann wurde unterlegt mit dem Lied Endless Loop von Rouage. Der Abspanntitel ist Plumeria no Saku Basho e von Nakayama Kanako.

## Rezeption
Die Serie wurde 1993 mit dem 38. Shōgakukan-Manga-Preis ausgezeichnet.
Jason Thompson lobt den Manga als ambitionierte Kriegs- und Liebesgeschichte mit vielen starken Momenten, einer interessanten Hauptfigur und umgesetzt mit einem mutigen, unkonventionellen Strich, der der Serie eine „elegante, glanzvolle Atmosphäre“ verleihe. Doch sei nach einiger Zeit klar, dass die gutaussehenden Protagonisten praktisch unsterblich sind und die Geschichte kann nicht zufriedenstellend aufgelöst werden. Die deutsche Zeitschrift Animania beschreibt Basara als „abenteuerlichen Shōjo-Manga“ mit einer „guten Mischung aus Spannung, Tragik, Humor, Action und Romanze“. Die Charaktere seien liebevoll ausgearbeitet und durchliefen eine komplexe und einfühlsam erzählte Entwicklung. Dabei würde die vielfältigen Figuren jedem Leser einen „Liebling“ bieten, besonders bei „den männlichen Charakteren ist die ganze Bandbreite vom androgynen Bishōnen bis zum „echten Kerl“ vertreten“. Der Manga enthalte für das Shōjo-Genre sehr viel Gewalt, dennoch spiele sich das meiste aber auf emotionaler Ebene ab. Dabei werden auch Erzähltechniken und Zeichenstile des Shōjo intensiv eingesetzt. In teils spielfilmartigen Bildeinstellungen vermittele Tamura eine „Ästhetik des traumhaft Vergänglichen, indem sie sich einer zartmelancholischen Natursymbolik bedient“. Sie greife dabei Elemente aus vielen Kulturen auf – antik-römisch, orientalisch, japanisch und europäisch – und schaffe so eine hintergründige und auch zeichnerisch überragende komplexe Story.
Die Anime-Umsetzung ist laut Animania „durchaus gelungen“, auch wenn Fans des Mangas von den weniger detailliert gestalteten Charakteren enttäuscht sein könnten. Als Sprecher wurden viele bekannte Seiyū engagiert und die Animation seit „guter TV-Standard“. Der Anime stelle die Kämpfe dezenter dar und setze stark auf Dialoge. Trotz der Schwächen des Animes gegenüber dem Manga sei die Serie eine „spannende Fantasy-Geschichte [...] in schönen Bildern, mit gelegentlichen Action- und Comedy-Einlagen“. Doch die Designs seien zu grell im Vergleich zur Vorlage, „der Soundtrack wenig bemerkenswert und das Intro nicht sehr stimmungsvoll“. Daher sei die Serie in Japan auch kein Erfolg geworden.